# Sirtuine
Sirtuine, auch Sir2-like Proteine, sind eine Familie multifunktionaler Enzyme aus der Gruppe der Histon-Deacetylasen (HDAC, EC 3.5.1.98). Sie kommen hoch konserviert in allen Lebewesen wie Bakterien, Hefen, Würmern, Insekten, Säugetieren und Menschen sowie in Viren vor. Während die meisten einfachen Organismen – wie Bakterien – nur eines oder wenige Sirtuine besitzen, haben Hefen vier und der Mensch sieben verschiedene dieser Enzyme.
Der Name Sirtuin leitet sich vom Gen Sir2 (silent mating type information regulation 2) aus Hefe ab, das für die zelluläre Regulation verantwortlich ist.
Die Histon-Deacetylasen der Klasse III wirken auf acetylierte Lysinreste in Proteinsubstraten wie z. B. Histonproteinen ein und deacetylieren diese über einen NAD+-abhängigen Mechanismus. Neuere Untersuchungen zeigten jedoch, dass sie auch andere Acylreste wie Myristoyl und Palmitoyl entfernen können und deshalb als Deacylasen bezeichnet werden sollten. Des Weiteren ist für humane Sirtuine – mit Ausnahme von Sirt4 – ein zweiter Katalysemechanismus beschrieben worden, die ADP-Ribosylierung (EC 2.4.2.31). Dieser wird für die Regulierung von Alterungsvorgängen, Transkription, Apoptose und Stress-Resistenz verantwortlich gemacht.

## Sirtuin-Arten
Sirtuine werden nach ihrer Aminosäuresequenz klassifiziert. Folgende Sirtuine sind bekannt:
| Art | Name beim Menschen                   | Name in Hefen                    | Name bei Mäusen |
| --- | ------------------------------------ | -------------------------------- | --------------- |
| Ia  | Sirt1 (Gen: SIRT1)                   | Sir2 oder Sir2p, Hst1 oder Hst1p | Sir2-beta       |
| Ib  | Sirt2, Sirt3                         | Hst2 or Hst2p                    | Sir2l2, Sir2l3  |
| Ic  |                                      | Hst3 or Hst3p, Hst4 or Hst4p     |                 |
| II  | Sirt4                                |                                  | SIRT4           |
| III | Sirt5                                |                                  | SIRT5           |
| IVa | Sirt6                                |                                  | SIRT6           |
| IVb | Sirt7                                |                                  | SIRT7           |
| U<  | Entdeckt in Gram-positiven Bakterien |                                  |                 |

## Sirtuin-Substrate
Deacetylierung der klassischen Substrate der Sirtuine, der Lysin-Enden der Histone, führt bei diesen zu einer Veränderung der Basizität des Stickstoffs im Lysinrest. Mit einem freien Amin am Ende der aus dem Histon herausragenden Stickstoff-Termini kondensiert die darum gewundene DNA stärker an den Proteinkomplex, so dass die Transkription durch andere Enzyme gestört oder verhindert wird. Hieraus resultiert ein Gen-Silencing des entsprechenden Genabschnitts, das sich in einer verringerten Expression der in diesem Lokus codierten Gene äußert.
Andere wichtige Substrate, deren Aktivität durch Deacetylierung oder ADP-Ribosylierung moduliert werden können, sind in der Tabelle dargestellt:
| Sirtuin | Bekannte Substrate | Biologische Funktion | Mechanismus                       | Referenzen |
| ------- | --- | --- | --------------------------------- | --- |
| Sirt1   | AceCS1, Atg5, Atg7, Atg8, BCL6, B-Catenin, FOXO1, FOXO3a, FOXO4, HES-1, HEY-1, HIC-1, Histon H1 (K26), Histon H3 (K9, K14), Histon H4 (K16), H2A.z, HIV Tat Protein, Ku70, LXR, MEF MyoD, NF-κB, p300/CBP, p53, p73, PCAF, PGC-1a, Rb, TAFi68 | zellulärer Metabolismus, Erhöhung der Insulinantwort, Glukosehomöostase, Neuroprotektion, antiinflammatorisch, kardioprotektiv, Krebs fördernd/hemmend?, stimuliert HIV-Transkription, antioxidativ, Zellprotektion/-alterung | ADP-Ribosyltransferase, Deacylase | [ 7 ] [ 8 ] [ 9 ] [ 10 ] [ 11 ] [ 12 ] [ 13 ] [ 14 ] [ 15 ] [ 16 ] [ 17 ] [ 18 ] [ 19 ] [ 20 ] [ 21 ] [ 22 ] [ 23 ] [ 24 ] [ 25 ] [ 26 ] [ 27 ] [ 28 ] [ 29 ] [ 30 ] |
| Sirt2   | a-Tubulin, FOXO1, Foxo3a, Histon H3 (K14), Histon H4 (K16), p53 | Mitosecheckpoint, Mitosestop im Zellzyklus, Tumorsuppressor (Gliome), Adipocytendifferentierung, Regulierung von zellulärem Stress, Inhibition von Zelladhäsion, -migration, Axonwachstum                                     | ADP-Ribosyltransferase, Deacylase | [ 31 ] [ 32 ] [ 33 ] [ 34 ] [ 35 ] [ 36 ] |
| Sirt3   | AceCS2, Glutamat-Dehydrogenase, Isocitratdehydrogenase 2, Histon H4 (K16) | Mitochondriale NAD+-Verwertung, Thermogenese, zellulärer Metabolismus, Apoptose, Zellprotektion/-alterung | ADP-Ribosyltransferase, Deacylase | [ 37 ] [ 38 ] |
| Sirt4   | Glutamat-Dehydrogenase | Mitochondriale NAD+-Verwertung, Regulation der Insulinsekretion | ADP-Ribosyltransferase            | [ 39 ] [ 40 ] |
| Sirt5   | Cytochrom c, CPS1, UOX | Regulierung der Glykolyse | Deacylase                         | [ 41 ] [ 42 ] [ 43 ] [ 44 ] [ 45 ] [ 46 ] |
| Sirt6   | Histon H3 (K9, K18, K56), CtIP, NPM1, PKM2, GCN5, TNFα, PARP1, KAP1, Sirt6 | Zellulärer Metabolismus, Erhalt der Telomere, Zellprotektion/-alterung | ADP-Ribosyltransferase, Deacylase | [ 47 ] [ 48 ] [ 49 ] [ 50 ] [ 51 ] [ 52 ] [ 53 ] [ 54 ] [ 55 ] [ 56 ]                                                                                                |
| Sirt7   | p53, NPM1, Histon H3, PAF53 | Aktivierung RNA-Polymerase I, kardiale Stressresistenz, Zellprotektion/-alterung | Deacetylase                       | [ 57 ] [ 58 ] [ 59 ] [ 60 ] |

## Bedeutung
Aufgrund ihrer Fähigkeit, zahlreiche Enzyme und Proteine zu modifizieren, die eine Schlüsselrolle bei verschiedenen Krankheiten spielen, sind Sirtuine in den letzten Jahren immer stärker in den Fokus der Forschung gerückt. Vor allem die Tatsache, dass zahlreiche Zielproteine auch bei pathologischen Mechanismen entarteter Zellen (Krebs) eine Rolle spielen, lässt die Hoffnung auf neue Therapieoptionen bei bestimmten Krebsarten aufkommen. Auch Enzyme, die eine Rolle bei der Alzheimer-Krankheit, Morbus Parkinson, Diabetes mellitus und Adipositas spielen, finden sich unter den Substraten von Sirtuinen. Ihr Einfluss auf die Zellalterung könnte ein besseres Verständnis von Alterungsprozessen in menschlichen Zellen liefern.

## Kritische Betrachtung
Sirtuine werden aufgrund ihrer lebensverlängernden Wirkung auf Mikroorganismen in der Presse immer wieder als „Anti-Aging-Enzyme“ bezeichnet. Diese Wirkungen einer gesteigerten Sirt1-Aktivität konnten in Experimenten mit Hefen gezeigt und die Ergebnisse an anderen Modellorganismen durch Versuche mit dem Sirtuin-Aktivator Resveratrol bestätigt werden. Allerdings können diese Studien nicht einfach auf den Menschen übertragen werden, da die Verlängerung der Lebensdauer der Mikroorganismen im Wesentlichen auf einer Kalorienrestriktion gründet. Experimente an Mäusen konnten keine Lebensverlängerung zeigen, wobei aber altersbedingte degenerative Erkrankungen signifikant hinausgezögert werden konnten.